# Reo Hatate
Reo Hatate (旗手 怜央, Hattate Reo) est un footballeur japonais né le 21 novembre 1997 à Suzuka. Il joue au poste de milieu de terrain à Celtic Glasgow.

## Biographie

### En club
Il fait ses débuts à la fin du championnat 2019, en entrant à la place de Hiroyuki Abe lors d'une victoire 2-1 contre l'Hokkaido Consadole Sapporo.

### En sélection
Avec les moins de 23 ans, il participe aux Jeux asiatiques de 2018. Lors des Jeux d'Asie organisés en Indonésie, il joue cinq matchs. Il se met en évidence en marquant un but et en délivrant deux passe décisives contre le Pakistan en phase de poule. Le Japon s'incline en finale face à la Corée du Sud.
Il participe également à deux reprises au championnat d'Asie des moins de 23 ans, en janvier 2018, puis en janvier 2020. Lors du championnat d'Asie 2018 organisé en Chine, il joue trois matchs. Il s'illustre en délivrant une passe décisive contre la Corée du Nord en phase de poule. Le Japon s'incline en quart de finale face à l'Ouzbékistan. Lors du championnat d'Asie 2020 organisé en Thaïlande, il joue trois matchs. Avec un bilan d'un nul et deux défaites, le Japon est éliminé dès le premier tour.
Il est ensuite sélectionné avec l'équipe du Japon olympique afin de participer aux Jeux olympiques de 2020, organisés lors de l'été 2021 à Tokyo. Lors du tournoi olympique, il joue cinq matchs. Il se met en évidence en délivrant une passe décisive contre l'équipe de France en phase de poule. Le Japon se classe quatrième du tournoi, en étant battu par le Mexique lors de la « petite finale ».
Le 1er janvier 2024, il est retenu dans la liste des vingt-six joueurs japonais sélectionnés par Hajime Moriyasu pour disputer la Coupe d'Asie des nations 2023.

## Statistiques

### En club
| Saison                | Club                     | Championnat           | Championnat | Championnat | Championnat | Coupe nationale | Coupe nationale | Coupe nationale | Coupe de la Ligue | Coupe de la Ligue | Coupe de la Ligue | Supercoupe | Supercoupe | Supercoupe | Compétition(s) continentale(s) | Compétition(s) continentale(s) | Compétition(s) continentale(s) | Compétition(s) continentale(s) | Total | Total | Total |
| Saison                | Club                     | Division              | M.          | B.          | P.d.        | M.              | B.              | P.d.            | M.                | B.                | P.d.              | M.         | B.         | P.d.       | Comp.                          | M.                             | B.                             | P.d.                           | M.    | B.    | P.d.  |
| 2019                  | Kawasaki Frontale (prêt) | J1 League             | 1           | 0           | 0           | -               | -               | -               | -                 | -                 | -                 | -          | -          | -          | ACL                            | -                              | -                              | -                              | 1     | 0     | 0     |
| 2020                  | Kawasaki Frontale (prêt) | J1 League             | 31          | 5           | 5           | 2               | 0               | 0               | 5                 | 1                 | 2                 | -          | -          | -          | -                              | -                              | -                              | -                              | 38    | 6     | 7     |
| 2021                  | Kawasaki Frontale        | J1 League             | 30          | 5           | 2           | 3               | 1               | 1               | -                 | -                 | -                 | 1          | 0          | 0          | ACL                            | 4                              | 0                              | 0                              | 38    | 6     | 3     |
| Sous-total            | Sous-total               | Sous-total            | 62          | 10          | 7           | 5               | 1               | 1               | 5                 | 1                 | 2                 | 1          | 0          | 0          | -                              | 4                              | 0                              | 0                              | 77    | 12    | 10    |
| 2021-2022             | Celtic FC                | Scottish Premiership  | 17          | 4           | 3           | 3               | 0               | 0               | -                 | -                 | -                 | -          | -          | -          | C4                             | 1                              | 0                              | 0                              | 21    | 4     | 3     |
| 2022-2023             | Celtic FC                | Scottish Premiership  | 32          | 6           | 9           | 4               | 2               | 0               | 3                 | 1                 | 1                 | -          | -          | -          | C1                             | 6                              | 0                              | 1                              | 45    | 9     | 11    |
| 2023-2024             | Celtic FC                | Scottish Premiership  | 16          | 3           | 4           | 2               | 0               | 1               | 0                 | 0                 | 0                 | -          | -          | -          | C1                             | 3                              | 0                              | 0                              | 21    | 3     | 5     |
| 2024-2025             | Celtic FC                | Scottish Premiership  | 7           | 2           | 0           | 0               | 0               | 0               | 2                 | 0                 | 0                 | -          | -          | -          | C1                             | 2                              | 0                              | 1                              | 11    | 2     | 1     |
| Sous-total            | Sous-total               | Sous-total            | 72          | 15          | 16          | 9               | 2               | 1               | 5                 | 1                 | 1                 | -          | -          | -          | -                              | 12                             | 0                              | 2                              | 98    | 18    | 20    |
| Total sur la carrière | Total sur la carrière    | Total sur la carrière | 134         | 25          | 23          | 14              | 3               | 2               | 10                | 1                 | 3                 | 1          | 0          | 0          | -                              | 16                             | 0                              | 2                              | 175   | 29    | 30    |

### En sélection
| Saison                | Sélection             | Phases finales                | Phases finales | Phases finales | Phases finales | Éliminatoires | Éliminatoires | Éliminatoires | Éliminatoires | Amicaux | Amicaux | Amicaux | Total | Total | Total |
| Saison                | Sélection             | Comp.                         | M.             | B.             | P.d.           | Comp.         | M.            | B.            | P.d.          | M.      | B.      | P.d.    | M.    | B.    | P.d.  |
| --------------------- | --------------------- | ----------------------------- | -------------- | -------------- | -------------- | ------------- | ------------- | ------------- | ------------- | ------- | ------- | ------- | ----- | ----- | ----- |
| 2021-2022             | Japon                 | Coupe d'Asie de l'Est 2022    | -              | -              | -              | CdM 2022      | 1             | 0             | 0             | -       | -       | -       | 1     | 0     | 0     |
| 2022-2023             | Japon                 | Coupe du monde 2022           | -              | -              | -              | -             | -             | -             | -             | 2       | 0       | 0       | 2     | 0     | 0     |
| 2023-2024             | Japon                 | Coupe d'Asie des nations 2023 | 3              | 0              | 1              | CdM 2026      | 1             | 0             | 0             | 2       | 0       | 0       | 6     | 0     | 1     |
| Total sur la carrière | Total sur la carrière | Total sur la carrière         | 3              | 0              | 1              | -             | 2             | 0             | 0             | 2       | 0       | 0       | 9     | 0     | 1     |

## Palmarès
| Kawasaki Frontale (6) | Celtic FC (6) |
| --- | --- |
| - Championnat du Japon (2) - Champion en 2020 et 2021 - Coupe du Japon (1) - Vainqueur en 2020 - Coupe de la Ligue (1) - Vainqueur en 2019 - Supercoupe du Japon (2) - Vainqueur en 2019 et 2021 | - Championnat d'Écosse (3) - Champion en 2022, 2023, 2024, et 2025 - Coupe d'Écosse (1) - Vainqueur en 2023 - Coupe de la Ligue (3) - Vainqueur en 2022, 2023 et 2024 |

### Distinctions personnelles
- Membre de l'équipe-type de Scottish Premier League en 2025.